# Rebuilding of London Act 1670
La loi de 1670 sur la reconstruction de Londres (Rebuilding of London Act 1670, titre intégral, Act for the rebuilding of the City of London, uniting of Parishes and rebuilding of the Cathedral and Parochial Churches within the said, Loi pour la reconstruction de la ville de Londres, unification des paroisses et reconstruction de la dit la ville) est une loi du Parlement d’Angleterre (22 Cha II, chap. 11). En 1666, un acte similaire (Rebuilding of London Act 1666) avait été adopté pour reconstruire la ville de Londres après le grand incendie. Cette loi particulière étend le pouvoir d'élargir les rues et ordonne également la reconstruction de la cathédrale Saint-Paul. 
Dans la City, si l'on avait pu descendre une rue comme Fenchurch Street en 1675, un changement brutal aurait été perceptible, des bâtiments en briques de la nouvelle ville, aux façades en bois et en plâtre de la ville avant l'incendie, au-delà du lieu où le feu s'était arrêté. Ce contraste soudain a pris des générations à être effacé. Mais il est également vrai que le feu a créé l’opportunité de construire, dans la zone centrale, une ville sous une nouvelle forme, qui allait rapidement devenir le centre de l’Empire britannique dans les décennies qui suivirent. 

## Wren et la cathédrale Saint-Paul
Cinquante et une églises paroissiales furent reconstruites sous la direction générale de Christopher Wren (anobli en 1673). Aujourd'hui, il en reste 23 assez intactes et les ruines ou seulement les tours de six autres. Souvent, une nouvelle église avait le même contour que le bâtiment précédant l’incendie, ou bien la tour était conservée. Certaines conceptions peuvent être de Robert Hooke (St Martin Ludgate), mais il est clair que Wren n'avait qu'un contrôle général sur tous ces projets. 
Wren était principalement concerné par la cathédrale Saint-Paul. Les premières fondations, à l'est, ont été creusées en 1675. Les ruines du portique ouest d’Inigo Jones, qui était à son époque une architecture remarquable, ont été enlevées à regret par Wren en 1688. Le chœur a été achevé pour un service de célébration en 1697 (la reine Elizabeth vint à une autre pour marquer son 400e anniversaire en 1697); le dôme a été achevé en 1708 et la cathédrale déclarée terminée en 1711 . 
Que ce soit autour de la cathédrale, lors de travaux de réfection d'une église par Wren ou sur certains chantiers, les fouilles archéologiques de la ville révèlent souvent les témoignages de l'incendie et de la reconstruction, notamment le long du front de mer où les décombres ont été laissés dans les rues et les ruelles pour élever le niveau du sol contre la Tamise. Cela signifie que non seulement certains des bâtiments construits avant l'incendie ont été sauvés pour excavation, avec des murs atteignant cinq pieds de hauteur, mais que les améliorations apportées après l'incendie sont visibles: allées plus larges, et plus de construction en brique. Les pierres taillées d'églises détruites ont été réutilisées comme gravats dans les fondations et les murs, notamment dans la crypte de la nouvelle église Saint-Paul. 